# Rainer Kotz
Rainer Ingo Peter Kotz (* 28. Februar 1941 in Wien) ist ein österreichischer Orthopäde und emeritierter Hochschullehrer. Er war von 1984 bis zu seiner Emeritierung im Jahr 2009 als Lehrstuhlinhaber für Orthopädie und Vorstand der Orthopädischen Klinik des Allgemeinen Krankenhauses der Stadt Wien (AKH), der dortigen Universitätsklinik, tätig.

## Leben
Kotz studierte Medizin an der Universität Wien und wurde an der dortigen Fakultät 1967 promoviert. Während er 1969 im Preyer’schen Kinderspital bei der Operation eines Ewing-Sarkoms des Oberarms hospitierte, begegnete er erstmals Martin Salzer. Von 1971 bis 1974 absolvierte er seine orthopädische Facharztausbildung in der von Karl Chiari geleiteten Orthopädischen Universitätsklinik Wien. Salzer leitete das dortige Tumorteam, in welchem sich Kotz auf Tumororthopädie spezialisierte.
Kotz habilitierte sich 1974, stieg zum Oberarzt der orthopädischen Klinik auf und übernahm die Leitung des Tumorteams von Salzer. 1979 wurde er zum Dozent für Orthopädie ernannt. 1984 wurde er zum ordentlichen Universitätsprofessor ernannt und folgte Chiari auf dessen Lehrstuhl und als Vorstand der Klinik nach.
2009 wurde Kotz emeritiert. Seit 2010 ist er Direktor der Wiener Privatklinik.

## Wirken
Kotz forschte Umfangreich zur Diagnostik und Therapie von Knochen- und Weichgewebstumoren. Als erster in Europa führte er die Chemotherapie mit HD-MTX ein und berichtete darüber in seiner Publikation The Turning Point of Prognosis Through Adequate Surgery and Adjuvant Chemotherapy. Gemeinsam mit Martin Salzer, Mechtild Salzer-Kuntschik und Gerhard Lechner steuerte er 1984 zum Handbuch Orthopädie der Deutschen Gesellschaft für Orthopädie und Traumatologie (DGOT) das Kapitel über Knochentumoren bei.
Sein Hauptverdienst ist das von ihm entwickelte modulare Tumorprothesensystem: Das ursprünglich als HMRS (Howmedica Modular Resection System) bezeichnete Prothesensystem wurde von ihm in Zusammenarbeit mit Howmedica (später Stryker) entwickelt. Er entwickelte auch eine Wachstumsprothese.

## Fachgesellschaften
Kotz ist Mitglied in einer Vielzahl von Fachgesellschaften, in einigen hatte er die Präsidentschaft inne.
Kotz organisierte 1983 den erst zweiten und daher für die spätere Fachgesellschaft wegweisenden Workshop für Tumororthopädie, aus dem die Internationale tumororthopädische Fachgesellschaft (International Society of Limb Salvage, ISOLS) hervorgegangen ist. Er ist Gründungsmitglied der am 27. September 1987 in Treviso gegründeten europäischen tumororthopädischen Fachgesellschaft, der EMSOS (European Musculo-Skeletal Oncology Society).
Weitere Mitgliedschaften:
- 2002: Ehrenmitglied der Deutschen Gesellschaft für Orthopädie und Orthopädische Chirurgie

## Ehrungen
- 1981: ASG-Forschungsstipendium der deutschsprachigen orthopädischen Gesellschaften[10]
- 2000: Preis der Stadt Wien für Medizinische Wissenschaften
- 2004: Erich-Lexer-Preis der Deutschen Gesellschaft für Orthopädie und Traumatologie (DGOT)[11]
- 2017: Auszeichnung als einer der fünf „Great Master“ der Tumororthopädie durch die International Society of Limb Salvage[12]